# Lijst van voetbalinterlands Frankrijk - Italië
Deze lijst van voetbalinterlands is een overzicht van alle officiële voetbalwedstrijden tussen de nationale teams van Frankrijk en Italië. De landen speelden tot op heden 41 keer tegen elkaar gespeeld. De eerste ontmoeting, een vriendschappelijke wedstrijd, werd gespeeld in Milaan op 15 mei 1910. Het laatste duel, een groepswedstrijd tijdens de UEFA Nations League 2024/25, vond plaats op 17 november 2024 in Milaan.

## Wedstrijden
| №  | Plaats        | Datum            | Competitie                  | Wedstrijd          | Uitslag |
| -- | ------------- | ---------------- | --------------------------- | ------------------ | ------- |
| 1  | Milaan        | 15 mei 1910      | Vriendschappelijk           | Italië – Frankrijk | 6 – 2   |
| 2  | Saint-Ouen    | 9 april 1911     | Vriendschappelijk           | Frankrijk – Italië | 2 – 2   |
| 3  | Turijn        | 17 maart 1912    | Vriendschappelijk           | Italië – Frankrijk | 3 – 4   |
| 4  | Saint-Ouen    | 12 januari 1913  | Vriendschappelijk           | Frankrijk – Italië | 1 – 0   |
| 5  | Turijn        | 29 maart 1914    | Vriendschappelijk           | Italië – Frankrijk | 2 – 0   |
| 6  | Milaan        | 18 januari 1920  | Vriendschappelijk           | Italië – Frankrijk | 9 – 4   |
| 7  | Antwerpen     | 29 augustus 1920 | OS 1920                     | Frankrijk – Italië | 3 – 1   |
| 8  | Marseille     | 20 februari 1921 | Vriendschappelijk           | Frankrijk – Italië | 1 – 2   |
| 9  | Turijn        | 22 maart 1925    | Vriendschappelijk           | Italië – Frankrijk | 7 – 0   |
| 10 | Colombes      | 24 april 1927    | Vriendschappelijk           | Frankrijk – Italië | 3 – 3   |
| 11 | Amsterdam     | 29 mei 1928      | OS 1928                     | Frankrijk – Italië | 3 – 4   |
| 12 | Bologna       | 25 januari 1931  | Vriendschappelijk           | Italië – Frankrijk | 5 – 0   |
| 13 | Colombes      | 10 april 1932    | Vriendschappelijk           | Frankrijk – Italië | 1 – 2   |
| 14 | Rome          | 17 februari 1935 | Vriendschappelijk           | Italië – Frankrijk | 2 – 1   |
| 15 | Parijs        | 5 december 1937  | Vriendschappelijk           | Frankrijk – Italië | 0 – 0   |
| 16 | Colombes      | 12 juni 1938     | WK 1938                     | Frankrijk – Italië | 1 – 3   |
| 17 | Napels        | 4 december 1938  | Vriendschappelijk           | Italië – Frankrijk | 1 – 0   |
| 18 | Colombes      | 4 april 1948     | Vriendschappelijk           | Frankrijk – Italië | 1 – 3   |
| 19 | Genua         | 3 juni 1951      | Vriendschappelijk           | Italië – Frankrijk | 4 – 1   |
| 20 | Colombes      | 11 april 1954    | Vriendschappelijk           | Frankrijk – Italië | 1 – 3   |
| 21 | Bologna       | 15 februari 1956 | Vriendschappelijk           | Italië – Frankrijk | 2 – 0   |
| 22 | Colombes      | 9 november 1958  | Vriendschappelijk           | Frankrijk – Italië | 2 – 2   |
| 23 | Florence      | 5 mei 1962       | Vriendschappelijk           | Italië – Frankrijk | 2 – 1   |
| 24 | Parijs        | 19 maart 1966    | Vriendschappelijk           | Frankrijk – Italië | 0 – 0   |
| 25 | Napels        | 8 februari 1978  | Vriendschappelijk           | Italië – Frankrijk | 2 – 2   |
| 26 | Mar del Plata | 2 juni 1978      | WK 1978                     | Frankrijk – Italië | 1 – 2   |
| 27 | Parijs        | 23 februari 1982 | Vriendschappelijk           | Frankrijk – Italië | 2 – 0   |
| 28 | Mexico-Stad   | 17 juni 1986     | WK 1986                     | Frankrijk – Italië | 2 – 0   |
| 29 | Napels        | 16 februari 1994 | Vriendschappelijk           | Italië – Frankrijk | 0 – 1   |
| 30 | Parijs        | 11 juni 1997     | Vriendschappelijk           | Frankrijk – Italië | 2 – 2   |
| 31 | Saint-Denis   | 3 juli 1998      | WK 1998                     | Frankrijk – Italië | 0 – 0   |
| 32 | Rotterdam     | 2 juli 2000      | EK 2000                     | Frankrijk – Italië | 2 – 1   |
| 33 | Berlijn       | 9 juli 2006      | WK 2006                     | Frankrijk – Italië | 1 – 1   |
| 34 | Saint-Denis   | 6 september 2006 | EK 2008 kwalificatie        | Frankrijk – Italië | 3 – 1   |
| 35 | Milaan        | 8 september 2007 | EK 2008 kwalificatie        | Italië – Frankrijk | 0 – 0   |
| 36 | Zürich        | 17 juni 2008     | EK 2008                     | Frankrijk – Italië | 0 – 2   |
| 37 | Parma         | 14 november 2012 | Vriendschappelijk           | Italië – Frankrijk | 1 – 2   |
| 38 | Bari          | 1 september 2016 | Vriendschappelijk           | Italië – Frankrijk | 1 − 3   |
| 39 | Nice          | 1 juni 2018      | Vriendschappelijk           | Frankrijk – Italië | 3 − 1   |
| 40 | Parijs        | 6 september 2024 | UEFA Nations League 2024/25 | Frankrijk – Italië | 1 − 3   |
| 41 | Milaan        | 17 november 2024 | UEFA Nations League 2024/25 | Italië – Frankrijk | 1 − 3   |

## Samenvatting
| Competitie          | Totaal gespeeld | Winst Frankrijk | Gelijk | Winst Italië | Doelsaldo Frankrijk – Italië |
| ------------------- | --------------- | --------------- | ------ | ------------ | ---------------------------- |
| WK-eindronde        | 5               | 1               | 2      | 2            | 5 − 6                        |
| EK-eindronde        | 2               | 1               | 0      | 1            | 2 − 3                        |
| EK-kwalificatie     | 2               | 1               | 1      | 0            | 3 − 1                        |
| UEFA Nations League | 2               | 1               | 0      | 1            | 4 − 4                        |
| Olympische Spelen   | 2               | 1               | 0      | 1            | 6 − 5                        |
| Vriendschappelijk   | 28              | 7               | 7      | 14           | 40 − 67                      |
| Totaal              | 41              | 12              | 10     | 19           | 60 − 86                      |

## Details

### Eerste ontmoeting
| Vriendschappelijk (Milaan, Italië, 15 mei 1910):                                                                                          |       |                                   |
| Italië | 6 – 2 | Frankrijk                         |
| Pietro Lana 13' Virgilio Fossati 20' Pietro Lana 59' Giuseppe Rizzi 66' Guglielmo Brezzi 52' Enrico Debernardi 82' Pietro Lana 89' (pen.) | goals | 49' Henri Bellocq 62' Jean Ducret |
| - Eerste officiële interland uit de geschiedenis voor Italië, gespeeld in de Arena Civica in Milaan.                                      |       |                                   |

### Zesde ontmoeting
| Vriendschappelijk (Milaan, Italië, 18 januari 1920): |       |                                                                  |
| Italië | 9 – 4 | Frankrijk                                                        |
| Luigi Cevenini 7' Ermanno Aebi 18' Luigi Cevenini 19' Guglielmo Brezzi 38' Guglielmo Brezzi 52' Ermanno Aebi 62' Ermanno Aebi 70' Carlo Carcano 72' Guglielmo Brezzi 84' | goals | 24' Paul Nicolas 28' Henri Bard 44' Henri Bard 87' Raymond Dubly |
| - Debuut van Angelo Cameroni (Legnano FBC), Giuseppe Ticozzelli (FBC Alessandria), Cesare Lovati (Milan FBC), Ermanno Aebi (Internazionale), Guglielmo Brezzi (Genoa CFC) en Augusto Bergamino (Genoa CFC) voor Italië. - Debuut van Maurice Cottenet (Raincy Sports), Pierre Mony (US Boulonnaise), Alexis Mony (US Boulonnaise), Louis Olagnier (Gallia Club de Paris), Louis Mistral (Red Star AC), Jules Dewaquez (Olympique de Paris), Albert Rénier (Havre AC) en Paul Nicolas (Red Star AC) voor Frankrijk. |       |                                                                  |

### 37ste ontmoeting
| Vriendschappelijk (Parma, Italië, 14 november 2012):                                                                            |       |                                          |
| Italië | 1 – 2 | Frankrijk                                |
| Stephan El Shaarawy 35' | goals | 37' Mathieu Valbuena 67' Bafétimbi Gomis |
| - Debuut van Alessandro Florenzi (AS Roma) voor Italië. - Debuut van Benoît Trémoulinas (Girondins de Bordeaux) voor Frankrijk. |       |                                          |

### 38ste ontmoeting
| Vriendschappelijk (Bari, Italië, 1 september 2016): |       |                                                           |
| Italië | 1 – 3 | Frankrijk                                                 |
| Graziano Pellè 21' | goals | 17' Anthony Martial 28' Olivier Giroud 81' Layvin Kurzawa |
| - Eerste interland van Italië onder leiding van nieuwe bondscoach Giampiero Ventura. - Debuut van Gianluigi Donnarumma (AC Milan), Daniele Rugani (Juventus) en Andrea Belotti (Torino) voor Italië. - Debuut van Djibril Sidibé (AS Monaco) en Ousmane Dembélé (Borussia Dortmund) voor Frankrijk. |       |                                                           |

FFF · A-internationals · Selecties · Bondscoaches · Frans vrouwenelftal · Olympisch elftal · Frankrijk U21 · Frankrijk U20 · Frankrijk U19 · Frankrijk U18 · Frankrijk U17 · Frankrijk U16 · Vrouwen U17
1904 – 1919 ·
1920 – 1929 ·
1930 – 1939 ·
1940 – 1949 ·
1950 – 1959 ·
1960 – 1969 ·
1970 – 1979 ·
1980 – 1989 ·
1990 – 1999 ·
2000 – 2009 ·
2010 – 2019 ·
2020 – 2029
EK's: 1984 · 
1992 · 
1996 · 
2000 · 
2004 · 
2008 · 
2012 · 
2016 · 
2020 · 
2024
WK's: 1930 · 
1934 · 
1938 · 
1954 · 
1958 · 
1966 · 
1978 · 
1982 · 
1986 · 
1998 · 
2002 · 
2006 · 
2010 · 
2014 · 
2018 · 
2022
OS: 1900 · 
1908 · 
1920 · 
1924 · 
1948 · 
1952 · 
1960 · 
1968 · 
1976 · 
1984 · 
1996 · 
2020
1904 · 
1905 · 
1906 · 
1907 · 
1908 · 
1909 · 
1910 · 
1911 · 
1912 · 
1913 · 
1914 · 
1915 · 1916 · 1917 · 1918 · 
1919 · 
1920 · 
1921 · 
1922 · 
1923 · 
1924 · 
1925 · 
1926 · 
1927 · 
1928 · 
1929 · 
1930 · 
1931 · 
1932 · 
1933 · 
1934 · 
1935 · 
1936 · 
1937 · 
1938 · 
1939 · 
1940 · 1941  · 
1942 · 
1943 · 1944  · 
1945 · 
1946 · 
1947 · 
1948 · 
1949 · 
1950 · 
1951 · 
1952 · 
1953 · 
1954 · 
1955 · 
1956 · 
1957 · 
1958 · 
1959 ·
1960 · 
1961 · 
1962 · 
1963 · 
1964 · 
1965 · 
1966 · 
1967 · 
1968 · 
1969 ·
1970 · 
1971 · 
1972 · 
1973 · 
1974 · 
1975 · 
1976 · 
1977 · 
1978 · 
1979 ·
1980 · 
1981 · 
1982 · 
1983 · 
1984 · 
1985 · 
1986 · 
1987 · 
1988 · 
1989 · 
1990 · 
1991 · 
1992 · 
1993 · 
1994 · 
1995 · 
1996 · 
1997 · 
1998 · 
1999 · 
2000 · 
2001 · 
2002 · 
2003 · 
2004 · 
2005 · 
2006 · 
2007 · 
2008 · 
2009 · 
2010 · 
2011 · 
2012 · 
2013 · 
2014 · 
2015 · 
2016 · 
2017 · 
2018 ·
2019 ·
2020 ·
2021 ·
2022 ·
2023
Albanië ·
Algerije ·
Andorra ·
Argentinië ·
Armenië ·
Australië ·
Azerbeidzjan ·
België ·
Bolivia ·
Bosnië en Herzegovina ·
Brazilië ·
Bulgarije ·
Canada ·
Chili ·
China ·
Colombia ·
Costa Rica ·
Cyprus ·
Denemarken ·
Duitse Democratische Republiek ·
Duitsland ·
Ecuador ·
Egypte ·
Engeland ·
Estland ·
Faeröer ·
Finland ·
Georgië ·
Gibraltar ·
Griekenland ·
Honduras ·
Hongarije ·
Ierland ·
IJsland ·
Iran ·
Israël ·
Italië ·
Ivoorkust ·
Jamaica ·
Japan ·
Joegoslavië ·
Kameroen ·
Kazachstan ·
Koeweit ·
Kroatië ·
Letland ·
Litouwen ·
Luxemburg ·
Malta ·
Marokko ·
Mexico ·
Moldavië ·
Nederland ·
Nieuw-Zeeland ·
Nigeria ·
Noord-Ierland ·
Noorwegen ·
Oekraïne ·
Oostenrijk ·
Paraguay ·
Peru · 
Polen ·
Portugal ·
Roemenië ·
Rusland ·
Saoedi-Arabië ·
Schotland ·
Senegal ·
Servië ·
Slovenië ·
Slowakije ·
Sovjet-Unie ·
Spanje ·
Togo ·
Tsjechië ·
Tsjecho-Slowakije ·
Tunesië ·
Turkije ·
Uruguay ·
Verenigde Staten ·
Wales ·
Wit-Rusland ·
Zuid-Afrika ·
Zuid-Korea ·
Zweden ·
Zwitserland
Albanië (2016) ·
Argentinië (2018) ·
Argentinië (2022) ·
Australië (2018) · 
België (1904) · 
België (2018) · 
Brazilië (1998) · 
Brazilië (2006) · 
Denemarken (2002) · 
Denemarken (2018) ·
Duitsland (2014) · 
Duitsland (2021) · 
Ecuador (2014) · 
Engeland (1982) · 
Engeland (2012) · 
Engeland (2022) ·
Honduras (2014) · 
Hongarije (2021) · 
Italië (2000) · 
Italië (2006) · 
Italië (2008) · 
Japan (2001) · 
Kameroen (2003) · 
Koeweit (1982) · 
Kroatië (2018) · 
Marokko (2022) ·
Mexico (2010) · 
Nederland (2008) · 
Nigeria (2014) ·
Noord-Ierland (1982) · 
Oekraïne (2012) · 
Oostenrijk (1982) · 
Peru (2018) · 
Polen (1982) · 
Polen (2022) ·
Portugal (2006) · 
Portugal (2016) ·
Portugal (2021) ·
Roemenië (2008) ·
Roemenië (2016) ·
Senegal (2002) · 
Spanje (1984) ·
Spanje (2006) ·
Spanje (2012) ·
Spanje (2021) ·
Togo (2006) ·
Tsjecho-Slowakije (1982) ·
Uruguay (2002) ·
Uruguay (2010) ·
Uruguay (2018) ·
Zuid-Afrika (2010) ·
Zuid-Korea (2006) ·
Zweden (2012) ·
Zwitserland (2006) ·
Zwitserland (2014) ·
Zwitserland (2016) ·
Zwitserland (2021)
FIGC · A-internationals · Selecties · Bondscoaches · Italiaans vrouwenelftal · Olympisch elftal · Italië U21 · Italië U20 · Italië U19 · Italië U18 · Italië U17 · Italië U16 · Vrouwen U17
1910 – 1919 ·
1920 – 1929 ·
1930 – 1939 ·
1940 – 1949 ·
1950 – 1959 ·
1960 – 1969 ·
1970 – 1979 ·
1980 – 1989 ·
1990 – 1999 ·
2000 – 2009 ·
2010 – 2019 ·
2020 − 2029
EK's: 1968 · 
1980 · 
1988 · 
1996 · 
2000 · 
2004 · 
2008 · 
2012 · 
2016 ·
2020 ·
2024
WK's: 1934 · 
1938 · 
1950 · 
1954 · 
1962 · 
1966 · 
1970 · 
1974 · 
1978 · 
1982 · 
1986 · 
1990 · 
1994 · 
1998 · 
2002 · 
2006 · 
2010 · 
2014
OS: 1912 · 
1920 · 
1924 · 
1928 · 
1936 · 
1948 · 
1952 · 
1960 · 
1984 · 
1988 · 
1992 · 
1996 · 
2000 · 
2004 · 
2008
1911 · 
1912 · 
1913 · 
1914 · 
1915 · 
1916 · 1917 · 1918 · 1919 · 
1920 · 
1921 · 
1922 · 
1923 · 
1924 · 
1925 · 
1926 · 
1927 · 
1928 · 
1929 · 
1930 · 
1931 · 
1932 · 
1933 · 
1934 · 
1935 · 
1936 · 
1937 · 
1938 · 
1939 · 
1940 · 
1941 · 
1942 · 
1943 · 1944 · 
1945 · 
1946 · 
1947 · 
1948 · 
1949 · 
1950 · 
1952 · 
1952 · 
1953 · 
1954 · 
1955 · 
1956 · 
1957 · 
1958 · 
1959 · 
1960 · 
1961 · 
1962 · 
1963 · 
1964 · 
1965 · 
1966 · 
1967 · 
1968 · 
1969 · 
1970 · 
1971 · 
1972 · 
1973 · 
1974 · 
1975 · 
1976 · 
1977 · 
1978 · 
1979 · 
1980 · 
1981 · 
1982 · 
1983 · 
1984 · 
1985 · 
1986 · 
1987 · 
1988 · 
1989 · 
1990 ·
1991 · 
1992 · 
1993 · 
1994 · 
1995 · 
1996 · 
1997 · 
1998 · 
1999 · 
2000 · 
2001 · 
2002 · 
2003 · 
2004 · 
2005 · 
2006 · 
2007 · 
2008 · 
2009 · 
2010 · 
2011 · 
2012 · 
2013 · 
2014 · 
2015 · 
2016 · 
2017 ·
2018 ·
2019 ·
2020 ·
2021 ·
2022 ·
2023 ·
2024
Albanië ·
Algerije ·
Argentinië ·
Armenië ·
Australië ·
Azerbeidzjan ·
België ·
Bosnië en Herzegovina ·
Brazilië ·
Bulgarije ·
Canada ·
Chili ·
China ·
Costa Rica ·
Cyprus ·
DDR ·
Denemarken ·
Duitsland ·
Ecuador ·
Egypte ·
Engeland ·
Estland ·
Faeröer ·
Finland ·
Frankrijk ·
Georgië ·
Ghana ·
Griekenland ·
Haïti ·
Hongarije ·
Ierland ·
IJsland ·
Israël ·
Ivoorkust ·
Japan ·
Joegoslavië ·
Kameroen ·
Kroatië ·
Liechtenstein · 
Litouwen ·
Luxemburg ·
Malta ·
Marokko ·
Mexico ·
Moldavië ·
Montenegro ·
Nederland ·
Nieuw-Zeeland ·
Nigeria ·
Noord-Ierland ·
Noord-Korea ·
Noord-Macedonië ·
Noorwegen ·
Oekraïne ·
Oostenrijk ·
Paraguay ·
Peru ·
Polen ·
Portugal ·
Roemenië ·
Rusland ·
San Marino ·
Saoedi-Arabië ·
Schotland ·
Servië ·
Servië en Montenegro ·
Slovenië ·
Slowakije ·
Sovjet-Unie ·
Spanje ·
Tsjechië ·
Tsjecho-Slowakije ·
Tunesië ·
Turkije ·
Uruguay ·
Venezuela ·
Verenigde Staten ·
Wales ·
Wit-Rusland ·
Zuid-Afrika ·
Zuid-Korea ·
Zweden ·
Zwitserland
Argentinië (1982) · 
Australië (2006) · 
België (2016) · 
België (2021) · 
Brazilië (1970) · 
Brazilië (1982) · 
Brazilië (1994) · 
Costa Rica (2014) · 
Duitsland (2006) · 
Duitsland (2012) · 
Engeland (2012) ·
Engeland (2014) ·
Engeland (2021) ·
Frankrijk (2000) · 
Frankrijk (2006) · 
Frankrijk (2008) · 
Ghana (2006) · 
Hongarije (1938) · 
Ierland (2012) · 
Joegoslavië (1968) · 
Kameroen (1982) · 
Kroatië (2012) · 
Nederland (2008) · 
Nieuw-Zeeland (2010) · 
Oekraïne (2006) · 
Oostenrijk (2021) · 
Paraguay (2010) · 
Peru (1982) · 
Polen (1982, 1) · 
Polen (1982, 2) · 
Roemenië (2008) · 
Spanje (2008) ·
Spanje (2012, 1) ·
Spanje (2012, 2) ·
Spanje (2016) ·
Spanje (2021) ·
Tsjechië (2006) · 
Turkije (2021) · 
Uruguay (2014) · 
Verenigde Staten (2006) · 
Wales (2021) · 
West-Duitsland (1982) · 
Zweden (2016) · 
Zwitserland (2021)